# Jelena Anatoljewna Tschaikowskaja

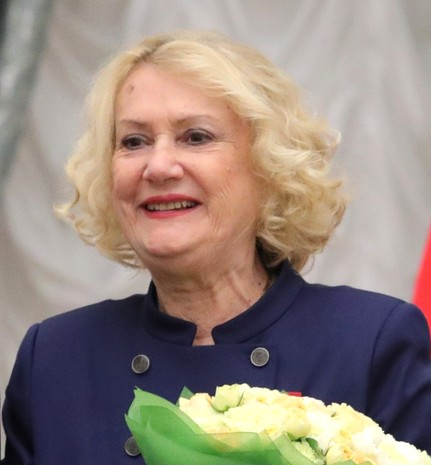
Tschaikowskaja, 2019

Jelena Anatoljewna Tschaikowskaja (russisch Еле́на Анато́льевна Чайко́вская; * 30. Dezember 1939 in Moskau) ist eine russische Eiskunstlauftrainerin.
Tschaikowskaja wurde 1939 in Moskau in eine Familie von Theaterschauspielern geboren. Schon als Kind war sie an der Seite ihres Vaters Anatoli Ossipow in verschiedenen sowjetischen Filmen zu sehen. Aufgrund gesundheitlicher Probleme mit ihren Lungen nahm sie ihr Vater mit zu einem Eislaufplatz. Nach ihrer Schulzeit besuchte sie die Russische Akademie für Theaterkunst. 1957 wurde sie sowjetische Eiskunstlaufmeisterin. Ihre Trainerin war Tatjana Tolmatschewa, geborene Granatkina. 1960 beendete Tschaikowskaja ihre Wettkampfkarriere und wurde Choreografin und später auch Eiskunstlauftrainerin. Seit 1997 ist sie Cheftrainerin im Russischen Olympischen Komitee. Seit 2010 arbeitet sie im neuerbauten Yantar-Sportzentrum in Moskau zusammen mit ihrem früheren Schüler Wladimir Kotin. Tschaikowskaja schrieb mehrere Bücher über das Eiskunstlaufen.
Schüler von Tschaikowskaja waren:
- Wladimir Kotin
- Wladimir Kowaljow
- Natalja Linitschuk & Gennadi Karponossow
- Ljudmila Pachomowa & Alexander Gorschkow
- Margarita Drobiazko & Povilas Vanagas
- Marija Butyrskaja